# Catherine Marsal
Catherine Marsal (nascida em 20 de janeiro de 1971) é uma ex-ciclista francesa que competia em provas tanto de pista, quanto de estrada. Competiu em quatro edições dos Jogos Olímpicos consecutivos, começando em 1988. Venceu vários campeonatos em categoria júnior e nacional.

## Recorde da hora
Ex-detentora do recorde da hora no mundial feminino com 47,112 km. Catherine Marsal estabeleceu o recorde em 1995, ao nível do mar, no Velódromo de Bordéus, na França. Foi superada pela britânica Yvonne McGregor.